# Gran Premio de Cataluña de Motociclismo de 2018
El Gran Premio de Cataluña de Motociclismo de 2018 fue la séptima prueba del Campeonato del Mundo de Motociclismo de 2018. Tuvo lugar en el fin de semana del 15 al 17 de junio de 2018 en el Circuito de Barcelona-Cataluña en Montmeló, España.
La carrera de MotoGP fue ganada por Jorge Lorenzo, seguido de Marc Márquez y Valentino Rossi. Fabio Quartararo fue el ganador de la prueba de Moto2, por delante de Miguel Oliveira y Álex Márquez. La carrera de Moto3 fue ganada por Enea Bastianini, Marco Bezzecchi fue segundo y Gabriel Rodrigo tercero.

## Resultados

### Resultados MotoGP
| Pos.            | N.º | Piloto            | Constructor | Vueltas | Tiempo             | Parrilla | Puntos |
| --------------- | --- | ----------------- | ----------- | ------- | ------------------ | -------- | ------ |
| 1               | 99  | Jorge Lorenzo     | Ducati      | 24      | 40:13.566          | 1        | 25     |
| 2               | 93  | Marc Márquez      | Honda       | 24      | +4.479             | 2        | 20     |
| 3               | 46  | Valentino Rossi   | Yamaha      | 24      | +6.098             | 7        | 16     |
| 4               | 35  | Cal Crutchlow     | Honda       | 24      | +9.805             | 10       | 13     |
| 5               | 26  | Dani Pedrosa      | Honda       | 24      | +10.640            | 11       | 11     |
| 6               | 25  | Maverick Viñales  | Yamaha      | 24      | +10.798            | 4        | 10     |
| 7               | 5   | Johann Zarco      | Yamaha      | 24      | +13.432            | 8        | 9      |
| 8               | 9   | Danilo Petrucci   | Ducati      | 24      | +15.055            | 6        | 8      |
| 9               | 19  | Álvaro Bautista   | Ducati      | 24      | +22.057            | 22       | 7      |
| 10              | 29  | Andrea Iannone    | Suzuki      | 24      | +24.141            | 5        | 6      |
| 11              | 44  | Pol Espargaró     | KTM         | 24      | +36.560            | 18       | 5      |
| 12              | 45  | Scott Redding     | Aprilia     | 24      | +38.229            | 20       | 4      |
| 13              | 17  | Karel Abraham     | Ducati      | 24      | +1:21.526          | 21       | 3      |
| 14              | 21  | Franco Morbidelli | Honda       | 21      | +3 vueltas         | 17       | 2      |
| Ret             | 55  | Hafizh Syahrin    | Yamaha      | 20      | Caída              | 14       |        |
| Ret             | 53  | Esteve Rabat      | Ducati      | 18      | Incendio           | 9        |        |
| Ret             | 43  | Jack Miller       | Ducati      | 17      | Problema mecánico  | 13       |        |
| Ret             | 38  | Bradley Smith     | KTM         | 13      | Caída              | 16       |        |
| Ret             | 30  | Takaaki Nakagami  | Honda       | 13      | Caída              | 12       |        |
| Ret             | 42  | Álex Rins         | Suzuki      | 11      | Problema eléctrico | 15       |        |
| Ret             | 4   | Andrea Dovizioso  | Ducati      | 8       | Caída              | 3        |        |
| Ret             | 10  | Xavier Siméon     | Ducati      | 7       | Caída              | 26       |        |
| Ret             | 41  | Aleix Espargaró   | Aprilia     | 4       | Caída              | 19       |        |
| Ret             | 12  | Thomas Lüthi      | Honda       | 3       | Caída              | 24       |        |
| Ret             | 50  | Sylvain Guintoli  | Suzuki      | 2       | Caída              | 25       |        |
| Ret             | 36  | Mika Kallio       | KTM         | 0       | Caída              | 23       |        |
| 1.              |     |                   |             |         |                    |          |        |
| Reporte Oficial |     |                   |             |         |                    |          |        |

### Resultados Moto2
| Pos.            | N.º | Piloto              | Constructor | Vueltas | Tiempo         | Parrilla | Puntos |
| --------------- | --- | ------------------- | ----------- | ------- | -------------- | -------- | ------ |
| 1               | 20  | Fabio Quartararo    | Speed Up    | 22      | 38:22.059      | 1        | 25     |
| 2               | 44  | Miguel Oliveira     | KTM         | 22      | +2.492         | 17       | 20     |
| 3               | 73  | Álex Márquez        | Kalex       | 22      | +3.485         | 2        | 16     |
| 4               | 23  | Marcel Schrötter    | Kalex       | 22      | +4.398         | 3        | 13     |
| 5               | 97  | Xavi Vierge         | Kalex       | 22      | +4.687         | 7        | 11     |
| 6               | 41  | Brad Binder         | KTM         | 22      | +7.637         | 5        | 10     |
| 7               | 7   | Lorenzo Baldassarri | Kalex       | 22      | +7.724         | 10       | 9      |
| 8               | 42  | Francesco Bagnaia   | Kalex       | 22      | +10.611        | 4        | 8      |
| 9               | 22  | Sam Lowes           | KTM         | 22      | +13.909        | 9        | 7      |
| 10              | 27  | Iker Lecuona        | KTM         | 22      | +15.124        | 14       | 6      |
| 11              | 5   | Andrea Locatelli    | Kalex       | 22      | +15.983        | 16       | 5      |
| 12              | 24  | Simone Corsi        | Kalex       | 22      | +16.405        | 11       | 4      |
| 13              | 45  | Tetsuta Nagashima   | Kalex       | 22      | +18.995        | 12       | 3      |
| 14              | 40  | Augusto Fernández   | Kalex       | 22      | +20.241        | 20       | 2      |
| 15              | 87  | Remy Gardner        | Tech 3      | 22      | +20.409        | 23       | 1      |
| 16              | 57  | Edgar Pons          | Kalex       | 22      | +24.538        | 18       |        |
| 17              | 10  | Luca Marini         | Kalex       | 22      | +27.609        | 13       |        |
| 18              | 4   | Steven Odendaal     | NTS         | 22      | +28.226        | 25       |        |
| 19              | 89  | Khairul Idham Pawi  | Kalex       | 22      | +28.640        | 22       |        |
| 20              | 77  | Dominique Aegerter  | KTM         | 22      | +29.217        | 24       |        |
| 21              | 52  | Danny Kent          | Speed Up    | 22      | +30.295        | 27       |        |
| 22              | 16  | Joe Roberts         | NTS         | 22      | +37.600        | 28       |        |
| 23              | 95  | Jules Danilo        | Kalex       | 22      | +38.649        | 33       |        |
| 24              | 30  | Dimas Ekky Pratama  | Honda       | 22      | +44.604        | 30       |        |
| 25              | 51  | Eric Granado        | Suter       | 22      | +49.491        | 32       |        |
| Ret             | 32  | Isaac Viñales       | Kalex       | 18      | Daño por Caída | 21       |        |
| Ret             | 13  | Romano Fenati       | Kalex       | 16      | Retirado       | 15       |        |
| Ret             | 54  | Mattia Pasini       | Kalex       | 14      | Caída          | 6        |        |
| Ret             | 36  | Joan Mir            | Kalex       | 12      | Caída          | 8        |        |
| Ret             | 21  | Federico Fuligni    | Kalex       | 12      | Retirado       | 34       |        |
| Ret             | 9   | Jorge Navarro       | Kalex       | 7       | Daño por Caída | 19       |        |
| Ret             | 64  | Bo Bendsneyder      | Tech 3      | 0       | Caída          | 26       |        |
| Ret             | 66  | Niki Tuuli          | Kalex       | 0       | Caída          | 29       |        |
| Ret             | 62  | Stefano Manzi       | Suter       | 0       | Caída          | 31       |        |
| Reporte Oficial |     |                     |             |         |                |          |        |

### Resultados Moto3
| Pos.                 | N.º | Piloto                 | Constructor | Vueltas | Tiempo         | Parrilla | Puntos |
| -------------------- | --- | ---------------------- | ----------- | ------- | -------------- | -------- | ------ |
| 1                    | 33  | Enea Bastianini        | Honda       | 21      | 38:36.883      | 1        | 25     |
| 2                    | 12  | Marco Bezzecchi        | KTM         | 21      | +0.167         | 9        | 20     |
| 3                    | 19  | Gabriel Rodrigo        | KTM         | 21      | +0.170         | 8        | 16     |
| 4                    | 17  | John McPhee            | KTM         | 21      | +0.257         | 7        | 13     |
| 5                    | 24  | Tatsuki Suzuki         | Honda       | 21      | +0.639         | 3        | 11     |
| 6                    | 27  | Kaito Toba             | Honda       | 21      | +6.801         | 6        | 10     |
| 7                    | 21  | Fabio Di Giannantonio  | Honda       | 21      | +6.872         | 13       | 9      |
| 8                    | 72  | Alonso López           | Honda       | 21      | +6.600         | 27       | 8      |
| 9                    | 10  | Dennis Foggia          | KTM         | 21      | +7.315         | 25       | 7      |
| 10                   | 25  | Raúl Fernández         | KTM         | 21      | +7.507         | 15       | 6      |
| 11                   | 84  | Jakub Kornfeil         | KTM         | 21      | +7.638         | 14       | 5      |
| 12                   | 76  | Makar Yurchenko        | KTM         | 21      | +8.263         | 23       | 4      |
| 13                   | 7   | Adam Norrodin          | Honda       | 21      | +15.256        | 21       | 3      |
| 14                   | 41  | Nakarin Atiratphuvapat | Honda       | 21      | +26.621        | 26       | 2      |
| 15                   | 11  | Livio Loi              | KTM         | 21      | +28.559        | 28       | 1      |
| 16                   | 65  | Philipp Öttl           | KTM         | 21      | +32.980        | 18       |        |
| 17                   | 48  | Lorenzo Dalla Porta    | Honda       | 19      | +2 vueltas     | 10       |        |
| Ret                  | 5   | Jaume Masiá            | KTM         | 17      | Caída          | 17       |        |
| Ret                  | 16  | Andrea Migno           | KTM         | 17      | Caída          | 16       |        |
| Ret                  | 44  | Arón Canet             | Honda       | 15      | Caída          | 5        |        |
| Ret                  | 8   | Nicolò Bulega          | KTM         | 15      | Caída          | 12       |        |
| Ret                  | 75  | Albert Arenas          | KTM         | 15      | Caída          | 19       |        |
| Ret                  | 14  | Tony Arbolino          | Honda       | 15      | Rider In Pain  | 22       |        |
| Ret                  | 71  | Ayumu Sasaki           | Honda       | 15      | Daño por Caída | 4        |        |
| Ret                  | 42  | Marcos Ramírez         | KTM         | 14      | Daño por Caída | 24       |        |
| Ret                  | 88  | Jorge Martín           | Honda       | 8       | Caída          | 2        |        |
| Ret                  | 22  | Kazuki Masaki          | KTM         | 4       | Caída          | 11       |        |
| Ret                  | 40  | Darryn Binder          | KTM         | 0       | Caída          | 20       |        |
| DNS                  | 77  | Vicente Pérez          | KTM         |         | No corrió      |          |        |
| DNS                  | 23  | Niccolò Antonelli      | Honda       |         | No corrió      |          |        |
| 1. 2. 3. 4. 5. 6. 7. |     |                        |             |         |                |          |        |
| Reporte Oficial      |     |                        |             |         |                |          |        |